# 尾叶紫薇
尾叶紫薇（学名：Lagerstroemia caudata）为千屈菜科紫薇属下的一个种。